# مطار فاكلاف هافيل الدولي
مطار فاكلاف هافيل الدولي (بالتشيكية: Letiště Václava Havla Praha) هو مطار يخدم مدينة براغ عاصمة التشيك، وصل مجموع المسافرين بالمطار سنة 2016 إلى 13 مليون مسافر، وهو يعتبر مركز عمليات رئيسي لشركة الخطوط الجوية التشيكية.

## شركات الطيران والوجهات

### الركاب
تسير شركات الطيران التالية رحلات إلى المطار:
| شركـات طيـران                   | الوجهات |
| ------------------------------- | --- |
| طيران إيجيان                    | مطار أثينا الدولي |
| أير لينغس                       | مطار دبلن الدولي |
| طيران البلطيق                   | مطار ريغا الدولي |
| إير كايرو                       | مطار الغردقة الدولي، مطار مرسى علم الدولي |
| الخطوط الجوية الفرنسية          | مطار باريس شارل ديغول |
| طيران مالطا                     | مطار مالطا الدولي |
| Air Montenegro                  | موسمي: Tivat |
| طيران صربيا                     | مطار نيكولا تسلا في بلغراد |
| خطوط أركيا                      | موسمي: مطار بن غوريون الدولي |
| الخطوط الجوية النمساوية         | مطار فيينا الدولي |
| الخطوط الجوية الأذربيجانية      | مطار حيدر علييف الدولي |
| Bluebird Airways                | موسمي: مطار بن غوريون الدولي |
| الخطوط الجوية البريطانية        | مطار لندن هيثرو موسمي: مطار لندن سيتي |
| خطوط بروكسل الجوية              | مطار بروكسل الدولي |
| طيران بلغاريا                   | مطار صوفيا |
| الخطوط الجوية الصينية           | مطار تايوان تاويوان الدولي (تبدأ في 19 يوليو 2023) |
| Corendon Airlines               | موسمي عارض: مطار أنطاليا |
| الخطوط الجوية الكرواتية         | موسمي: مطار دوبروفنيك، مطار سبليت |
| Cyprus Airways                  | مطار لارنكا الدولي |
| الخطوط الجوية التشيكية          | مطار مدريد باراخاس الدولي (تستأنف 29 يونيو 2023)، مطار باريس شارل ديغول |
| خطوط دلتا الجوية                | موسمي: مطار جون إف كينيدي الدولي |
| إيزي جيت                        | مطار سخيبول أمستردام، مطار بازل - ميلوز - فريبورغ الأوروبي، مطار بريستول، مطار جنيف الدولي، مطار لشبونة، مطار غاتويك، مطار ليون سانت إكسوبيري (تبدأ في 4 سبتمبر 2023)، مطار مانشستر، مطار مالبينسا، مطار بورتو الدولي موسمي: مطار إدنبرة، مطار لندن لوتن |
| مصر للطيران                     | موسمي: مطار الغردقة الدولي |
| إل عال                          | مطار بن غوريون الدولي |
| طيران الإمارات                  | مطار دبي الدولي |
| يورو وينجز                      | مطار أثينا الدولي، مطار برشلونة الدولي، مطار برمينغهام (تنتهي في 27 أكتوبر 2023)، مطار كولونيا بون الدولي، مطار كوبنهاغن، مطار دوسلدورف الدولي، Fuerteventura، مطار جنيف الدولي، مطار لارنكا الدولي، مطار مالقة الدولي، Oslo، مطار ليوناردو دا فينشي، مطار ستوكهولم أرلاندا، مطار تبليسي الدولي (تبدأ في 30 أكتوبر 2023)، مطار تينيريفي الجنوبي موسمي: مطار أليكانتي، Corfu (تبدأ في 10 يونيو 2023)، مطار كريستيانو رونالدو، مطار كاندية الدولي ‏، مطار الغردقة الدولي، مطار مرسى علم الدولي، مطار ميكونوس، مطار ميورقة، Rhodes، مطار زاكينثوس الدولي ‏ |
| فين إير                         | مطار هلسنكي فانتا |
| فلاي دبي                        | مطار دبي الدولي |
| فلاي أربيل                      | مطار أربيل الدولي |
| طيران ناس                       | موسمي: مطار الملك خالد الدولي |
| أيبيريا (شركة طيران)            | مطار مدريد باراخاس الدولي |
| طيران آيسلندا                   | موسمي: مطار كيفلافيك الدولي |
| يسرائير                         | موسمي: مطار بن غوريون الدولي |
| طيران الجزيرة                   | موسمي: مطار الكويت الدولي |
| جيت تو دوت كوم                  | مطار برمينغهام، مطار بريستول (تبدأ في 30 نوفمبر 2023)، Leeds/Bradford، مطار لندن ستانستد (تبدأ في 30 نوفمبر 2023)، مطار مانشستر موسمي: مطار بلفاست الدولي، East Midlands ‏، مطار غلاسكو الدولي، مطار نيوكاسل |
| الخطوط الجوية الملكية الهولندية | مطار سخيبول أمستردام |
| كوريا للطيران                   | مطار إنتشون الدولي |
| خطوط لوت الجوية البولندية       | مطار وارسو فريدريك شوبان موسمي عارض: مطار كرابي، مطار فيلانا الدولي، Nosy Be ‏، Punta Cana ‏، مطار عبيد أماني كرومي الدولي |
| لوفتهانزا                       | مطار فرانكفورت، مطار ميونخ الدولي |
| لوكس إير                        | مطار لوكسمبورغ |
| آير شاتل النرويجية              | Oslo، مطار ستوكهولم أرلاندا موسمي: مطار كوبنهاغن، Stavanger |
| الطيران الجديد تونس             | موسمي عارض: مطار الحبيب بورقيبة الدولي |
| خطوط بيغاسوس                    | مطار صبيحة كوكجن الدولي |
| بلاي (شركة طيران)               | موسمي: مطار كيفلافيك الدولي |
| الخطوط الجوية القطرية           | مطار حمد الدولي |
| رايان إير                       | مطار الملكة علياء الدولي، مطار برشلونة الدولي، مطار باري كارل فويتيالا ‏، مطار بوفيه - تيه، مطار أوريو أل سيريو، مطار بوردو ميرينياك، مطار بودابست فرانز ليست الدولي، مطار بروكسل شارلروا الجنوب، مطار كوبنهاغن، مطار دبلن الدولي، East Midlands ‏ (تبدأ في 30 أكتوبر 2023)، مطار إدنبرة، Gothenburg، Košice، مطار كراكوف، مطار لندن ستانستد، مطار مدريد باراخاس الدولي، مطار مانشستر، مطار مارسيليا، مطار نابولي، مطار بيزا الدولي، مطار ريغا الدولي، مطار ليوناردو دا فينشي، مطار تيرانا الدولي (تبدأ في 31 أكتوبر 2023)، مطار تريفيزو، مطار تورينو موسمي: مطار بولونيا، Corfu، مطار غدانسك ليخ فاونسا، مطار ميورقة، مطار أبروتسو الدولي، Rhodes، Rimini، مطار إشبيلية (تبدأ في 1 يوليو 2023)، مطار سكياثوس الدولي، مطار زادار |
| طيران السلام                    | مطار مسقط الدولي موسمي: مطار صلالة |
| الخطوط الجوية الإسكندنافية      | موسمي: مطار كوبنهاغن، Oslo (تبدأ في 28 سبتمبر 2023)، مطار ستوكهولم أرلاندا |
| خطوط ترافل سيرفس الجوية         | مطار دبي الدولي، Fuerteventura، مطار كناريا الكبرى، مطار الغردقة الدولي، مطار لانزاروت، مطار مالقة الدولي، مطار مرسى علم الدولي، مطار ميورقة، مطار سبليت، مطار بن غوريون الدولي، مطار تينيريفي الجنوبي موسمي: Almería، مطار أنطاليا، Burgas، Cagliari، مطار كاتانيا-فونتاناروسا، مطار خانية الدولي ‏، Corfu، مطار دوبروفنيك، مطار كريستيانو رونالدو، مطار كاندية الدولي ‏، Karpathos، Kefalonia، Kos، Lamezia Terme ‏، مطار لارنكا الدولي، Menorca، مطار مرسية الدولي، مطار نيس كوت دازور، Olbia، Preveza/Lefkada، Rhodes، Samos، مطار سانتوريني (ثيرا) الوطني، Thessaloniki، مطار تيرانا الدولي، مطار بلنسية، Varna، مطار زاكينثوس الدولي ‏ موسمي عارض: مطار أكادير المسيرة الدولي، مطار الملك حسين الدولي، Boa Vista ‏، مطار ميلاس بودروم، مطار العاصمة الدولي، مطار بليز دياغني الدولي، مطار دالامان، مطار جربة جرجيس الدولي، مطار النفيضة الحمامات الدولي، مطار فارو، مطار جرندة كوستا برافا، مطار إيبيزا، مطار عدنان مندريس، Kalamata، Kavala، Kithira، Lemnos، مطار مرسى مطروح الدولي، مطار الحبيب بورقيبة الدولي، مطار مسقط الدولي، مطار نابولي، مطار وجدة أنجاد، مطار باليرمو الدولي، Patras، مطار رأس الخيمة الدولي، Reus، Sal، مطار صلالة، مطار شرم الشيخ الدولي، مطار سكياثوس الدولي، مطار طابا الدولي |
| صن إكسبريس                      | مطار أنطاليا موسمي: مطار عدنان مندريس |
| الخطوط الجوية الدولية السويسرية | مطار زيورخ الدولي |
| تاب برتغال                      | مطار لشبونة |
| تاروم                           | مطار هنري كواندا الدولي |
| ترانسافيا                       | مطار آيندهوفن، مطار باريس أورلي |
| الخطوط التونسية                 | موسمي: مطار تونس قرطاج الدولي |
| الخطوط الجوية التركية           | مطار إسطنبول الدولي |
| الخطوط الجوية الأوزبكستانية     | موسمي عارض: مطار طشقند الدولي |
| فولوتيا                         | مطار نانت موسمي: مطار ليون سانت إكسوبيري، مطار تولوز بلانياك |
| خطوط فيولينغ الجوية             | مطار سخيبول أمستردام، مطار برشلونة الدولي، مطار باريس أورلي موسمي: مطار بلباو (تبدأ في 2 يوليو 2023) |
| ويز للطيران                     | مطار هنري كواندا الدولي، مطار كاتانيا-فونتاناروسا، مطار ياش الدولي، Kutaisi، مطار لارنكا الدولي، مطار غاتويك (تبدأ في 29 أكتوبر 2023)، مطار لندن لوتن، مطار مالبينسا، مطار نابولي، مطار ليوناردو دا فينشي، مطار تيرانا الدولي (تستأنف 18 ديسمبر 2023)، Varna (تنتهي في 29 سبتمبر 2023)، مطار البندقية ماركو بولو، مطار يريفان الدولي |

### الشحن
| شركـات طيـران         | الوجهات                                         |
| --------------------- | ----------------------------------------------- |
| الخطوط الجوية القطرية | مطار بودابست فرانز ليست الدولي، مطار حمد الدولي |
| الخطوط الجوية التركية | مطار إسطنبول الدولي، مطار فيلنيوس               |
| خطوط يو بي إس الجوية  | مطار كولونيا بون الدولي                         |